# Theophile Beeckman
Théophile Beeckman (Meerbeke, 1 november 1896 - aldaar, 22 november 1955) was een Belgisch wielrenner. Hij was beroepsrenner van 1920 tot 1927. In de Ronde van Frankrijk 1924 won Beeckman de etappe in Brest (samen met Philippe Thys) en in de Ronde van Frankrijk 1925 de etappe in Nîmes.

## Resultaten in voornaamste wedstrijden
| Jaar | Ronde van Italië | Ronde van Frankrijk | Ronde van Spanje |
| ---- | ---------------- | ------------------- | ---------------- |
| 1920 |                  | opgave              |                  |
| 1921 |                  |                     |                  |
| 1922 |                  | 18e                 |                  |
| 1923 |                  | 14e                 |                  |
| 1924 |                  | 5e                  |                  |
| 1925 |                  | 6e                  |                  |
| 1926 |                  | 4e                  |                  |
| 1927 |                  |                     |                  |

| Jaar | Ronde van Vlaanderen | Parijs-Roubaix | Luik-Bast.‑Luik | Parijs-Tours | Parijs-Brussel |
| ---- | -------------------- | -------------- | --------------- | ------------ | -------------- |
| 1920 |                      |                | 14e             |              |                |
| 1921 |                      |                |                 |              | 9e             |
| 1922 |                      |                | 8e              | 4e           | 19e            |
| 1923 | 5e                   | 4e             | 5e              | 17e          |                |
| 1924 |                      | 7e             |                 | 12e          |                |
| 1925 |                      |                |                 |              | 14e            |
| 1926 |                      |                |                 | 38e          | 8e             |
| 1927 |                      | 52e            |                 |              |                |